# سكوت برونر
سكوت برونر (بالإنجليزية: Scott Brunner)‏ (و. 1957  م) هو لاعب كرة قدم أمريكية، من الولايات المتحدة، يلعب كظهير ربعي.